# Журавли (Костромская область)
Журавли — упразднённая деревня в Павинском районе Костромской области России. Входила в состав Павинского сельского поселения. Исключена из учётных данных в 2018 году.

## География
Деревня находится в северо-восточной части Костромской области, в подзоне южной тайги, к югу от реки Шубот, на расстоянии приблизительно 19 километров (по прямой) к северо-востоку от села Павино, административного центра района. Абсолютная высота — 174 метра над уровнем моря.

### Климат
Климат характеризуется как умеренно континентальный, с продолжительной холодной многоснежной зимой и коротким сравнительно тёплым летом. Среднегодовая температура воздуха — 2,8 °C. Средняя температура воздуха самого холодного месяца (января) — −13,3 °C (абсолютный минимум — −49 °C); самого тёплого месяца (июля) — 17,7 °C (абсолютный максимум — 37 °С). Безморозный период длится около 112 дней. Продолжительность периода активной вегетации растений (выше 10 °C) составляет примерно 115—125 дней. Годовое количество атмосферных осадков — 560—600 мм, из которых большая часть выпадает в тёплый период.

## Население
| 2008 | 2010 | 2014 |
| ---- | ---- | ---- |
| 0    | →0   | →0   |